# Mordella leucogramma
Mordella leucogramma is een keversoort uit de familie spartelkevers (Mordellidae). De wetenschappelijke naam van de soort is voor het eerst geldig gepubliceerd in 1891 door Champion.